# Sally Blane
Sally Blane, all'anagrafe Elizabeth Jane Young (Salida, 11 luglio 1910 – Los Angeles, 27 agosto 1997), è stata un'attrice statunitense.

## Biografia
Era sorella delle attrici Polly Ann e Loretta Young, e sorellastra di Georgiana Young, moglie dell'attore Ricardo Montalbán. Nella sua carriera girò una novantina di film, lavorando negli ultimi anni per il piccolo schermo.

## Filmografia

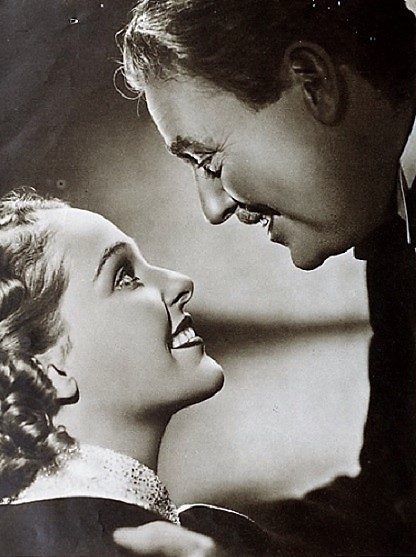
Con William Farnum in Il treno fantasma (1934)

### 1917
- Sirens of the Sea, regia di Allen Holubar (1917)

### 1921
- Lo sceicco (The Sheik), regia di George Melford (1921)

### 1927
- Around the Bases, regia di Wesley Ruggles (1927)
- The Relay, regia di Wesley Ruggles (1927)
- Flashing Oars, regia di Wesley Ruggles (1927)
- Casey at the Bat, regia di Monte Brice (1927)
- Rolled Stockings, regia di Richard Rosson (1927)
- Shootin' Irons, regia di Richard Rosson (1927)

### 1928
- Wife Savers, regia di Ralph Ceder (1928)
- Dead Man's Curve, regia di Richard Rosson (1928)
- Her Summer Hero, regia di James Dugan (1928)
- A Horseman of the Plains, regia di Benjamin Stoloff (1928)
- Full for Luck, regia di Charles Reisner (1928)
- The Vanishing Pioneer, regia di John Waters (1928)
- King Cowboy, regia di Robert De Lacey (1928)

### 1929
- Outlawed
- Wolves of the City
- Eyes of the Underworld, regia di Leigh Jason, Ray Taylor (1929)
- The Very Idea, regia di Frank Craven e Richard Rosson (1929)
- Half Marriage
- Tanned Legs, regia di Marshall Neilan (1929)
- Rivista delle nazioni (The Show of Shows), regia di John G. Adolfi (1929)
- The Vagabond Lover, regia di Marshall Neilan (1929)

### 1930
- Little Accident
- The Leather Pushers
- Kid Roberts
- Hammer and Tongs
- The Knockout, regia di Albert H. Kelley (1930)
- The Comeback
- The Mardi Gras
- All for a Lady

### 1931
- Framed!
- Once a Sinner, regia di Guthrie McClintic (1931)
- The Lady Killer, regia di Albert H. Kelley (1931)
- Kane Meets Abel
- Dieci soldi a danza (Ten Cents a Dance), regia di Lionel Barrymore (1931)
- The Champion, regia di Albert H. Kelley (1931)
- Women Men Marry, regia di Charles Hutchison (1931)
- Arabian Knights
- I pasticci di Annabella
- The Star Witness, regia di William A. Wellman (1931)
- La bolgia dei vivi (Shanghaied Love), regia di George B. Seitz (1931)
- A Dangerous Affair, regia di Edward Sedgwick (1931)
- The Spirit of Notre Dame
- X Marks the Spot, regia di Erle C. Kenton (1931)
- Good Sport
- Law of the Sea

### 1932
- The Local Bad Man
- Cross-Examination
- The Reckoning, regia di Harry L. Fraser (1932)
- The Circus Show-Up
- Probation
- Disorderly Conduct
- Escapade
- Forbidden Company
- Il lampo (The Phantom Express), regia di Emory Johnson (1932)
- Who, Me?
- Heritage of the Desert
- L'orgoglio della legione
- Io sono un evaso (I Am a Fugitive from a Chain Gang), regia di Mervyn LeRoy (1932)
- Wild Horse Mesa, regia di Henry Hathaway (1932)
- Boys Will Be Boys, regia di George Stevens (1932)

### 1933
- Trick for Trick, regia di Hamilton MacFadden (1933)

### 1934
- Il treno fantasma (The Silver Streak), regia di Thomas Atkins (1934)

### 1939
- La sposa di Boston (The Story of Alexander Graham Bell), regia di Irving Cummings (1939)

### 1944
- La fuga, regia di Norman Foster (1944)

### 1955
- Spionaggio atomico (A Bullet for Joey), regia di Lewis Allen (1955)

### Televisione
- Crossroads – serie TV, episodio 1x02 (1955)